# Tamsyn Lewis
Pour les articles homonymes, voir Tamsyn.
Tamsyn Carolyn Lewis (née le 20 juillet 1978 à Melbourne) est une athlète australienne spécialiste du 400 et du 800 mètres.

## Carrière
Fille de Carolyn Wright et de Greg Lewis, anciens athlètes internationaux australiens ayant notamment concouru aux Jeux du Commonwealth, Tamsyn Lewis se révèle durant la saison 1994 en devenant championne d'Australie des moins de 16 ans sur 100 et 200 m, et des moins de 20 ans sur 400 m. Cette dernière performance lui vaut d'être intégrée dans l'équipe du relais 4 × 400 m lors des Jeux du Commonwealth de Victoria. En 1996, l'Australienne signe son premier succès international en se classant troisième du relais 4 × 400 m des Championnats du monde juniors.
Concourant également sur 800 m à partir de 1998, Tamsyn Lewis obtient ses meilleurs résultats dans l'épreuve du relais 4 × 400 m, remportant trois titres consécutifs lors des Jeux du Commonwealth entre 1998 et 2006, ainsi qu'une médaille d'argent lors Championnats du monde en salle 1999. Elle descend pour la première fois sous la barrière des 2 minutes au 800 m en 2000.
Le 9 mars 2008, Tamsyn Lewis remporte la finale du 800 m des Championnats du monde en salle de Valence avec le temps de 2 min 02 s 57, devançant notamment l'Ukrainienne Tetiana Petlyuk et la septuple vainqueur de l'épreuve, la Mozambicaine Maria Mutola.

## Records
| Épreuve          | Temps         | Lieu     | Date            |
| ---------------- | ------------- | -------- | --------------- |
| 400 m            | 51 s 42       | Brisbane | 20 mars 2009    |
| 400 m haies      | 56 s 27       | Brisbane | 21 mars 2009    |
| 800 m            | 1 min 59 s 21 | Canberra | 15 janvier 2000 |
| 800 m (en salle) | 2 min 01 s 85 | Valence  | 7 mars 2008     |

## Palmarès
| Date | Compétition                    | Lieu         | Place | Épreuve   |
| ---- | ------------------------------ | ------------ | ----- | --------- |
| 1996 | Championnats du monde juniors  | Sydney       | 3e    | 4 × 400 m |
| 1998 | Jeux du Commonwealth           | Kuala Lumpur | 1re   | 4 × 400 m |
| 1999 | Championnats du monde en salle | Maebashi     | 2e    | 4 × 400 m |
| 2002 | Jeux du Commonwealth           | Manchester   | 1re   | 4 × 400 m |
| 2006 | Jeux du Commonwealth           | Melbourne    | 1re   | 4 × 400 m |
| 2008 | Championnats du monde en salle | Valence      | 1re   | 800 m     |